# Kapelle Wahlsdorf

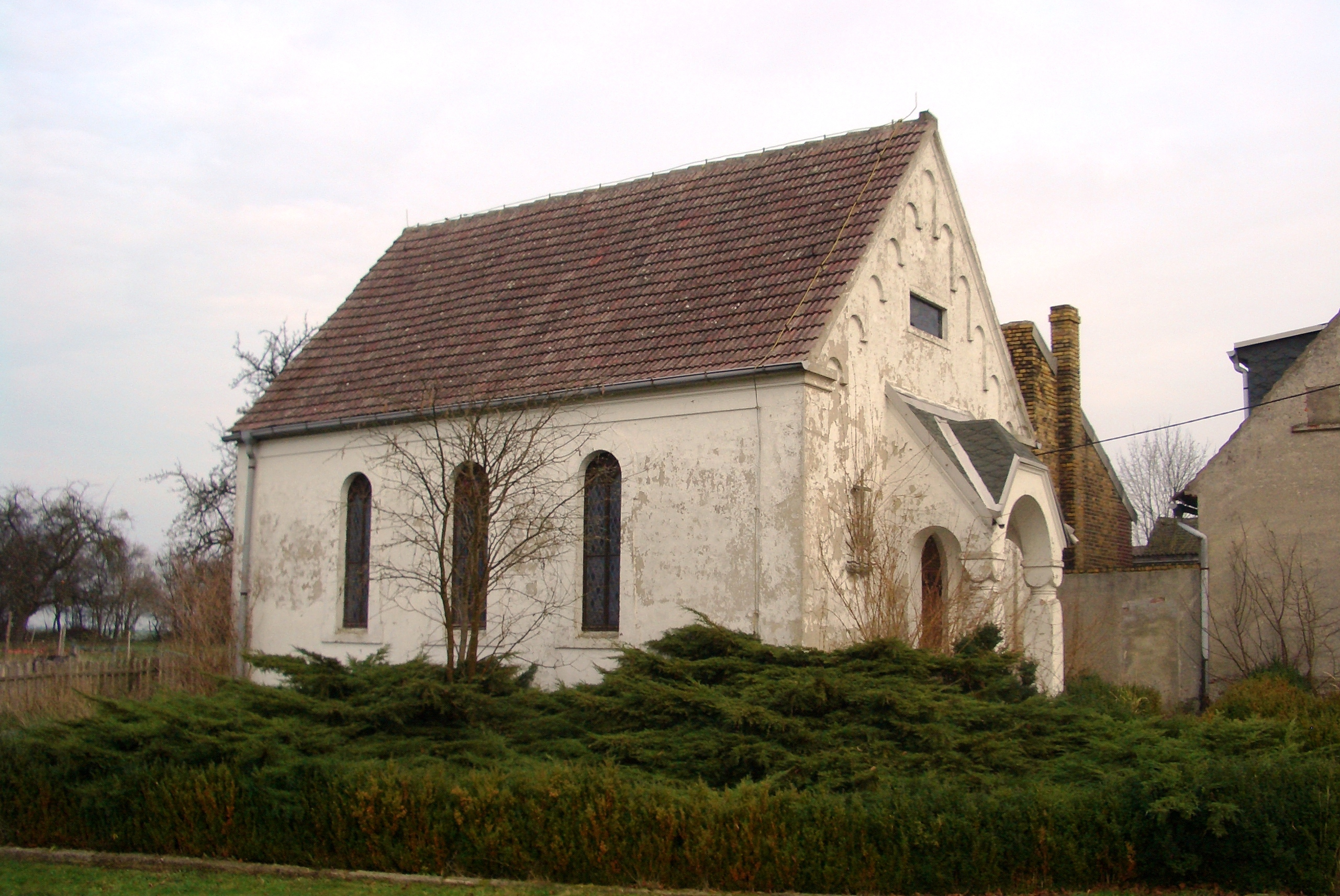
Kapelle Wahlsdorf, 2008

Kapelle Wahlsdorf, um 1911

Die Wahlsdorfer Kapelle ist ein ehemaliges neuapostolisches Kirchengebäude im Landkreis Wittenberg in Sachsen-Anhalt. Von 1910 bis 2005 diente es der neuapostolischen Gemeinde in Wahlsdorf (Anhalt) als Gottesdienstlokal. Nach mehrjährigem Leerstand wurde das Gebäude 2019 an privat verkauft. Das Gebäude gilt als Baudenkmal nach §2 Absatz 2 Ziffer 1 des Denkmalschutzgesetz des Landes Sachsen-Anhalt.

## Geschichte
Seit der Zeit um 1868 wurden im Nachbarort Coswig (Anhalt) erste apostolische Versammlungen in Privatwohnungen unter der Leitung von Franz Hübner abgehalten. In den 1870er-Jahren bestand bereits eine kleine lebendige Gemeinde. Ein Brief von 1876 zeigt, dass die kleine Gruppe auch mit Anfeindungen im Ort zu kämpfen hatte. Als sich Franz Hübner 1879 sein Wohn- und Geschäftshaus umbauen ließ, kam er mit dem Maurer und evangelischen Gemeindemitglied Gustav Kölling in engeren Kontakt, weil er von ihm mehr über die apostolische Gemeinde, die zu jener Zeit in Coswig bestand, wissen wollte. Kölling stellte anschließend seine Wohnung für Versammlungen zur Verfügung, die zuvor in der Regel im Hause Hübner abgehalten wurden. Zu diesen Versammlungen kamen auch schon interessierte Menschen aus Wahlsdorf.
Als 1885 ein Rentier Knape aus Wahlsdorf (ein Onkel des späteren Bischof Carl Knape) schwer krank wurde, sagte er auf dem Krankenbett, dass er der Apostolischen Gemeinde eine Kapelle errichten würde, wenn Franz Hübner ihn heilen könnte. Knape wurde wieder gesund und spendete in Coswig (Anhalt) die erste gemeindeeigene Kapelle Mitteldeutschlands – die „Knapekapelle“.
In diesem Jahr kam auch die Familie Lohmann aus Wahlsdorf zur Coswiger Apostolischen Gemeinde. Damit wurde der Drang nach eigenen Gottesdiensten in Wahlsdorf größer. Sie fanden zunächst in Privatwohnungen statt. Ein Brief aus dem Jahr 1890 zeigt, dass Franz Hübner große Probleme hatte, die vielen neuen kleinen Gemeinden zu versorgen, da es zu wenige Ämter gab.
1895 werden weitere Familien in Wahlsdorf versiegelt, darunter die Familie des Bischofs Knape und die Familie seiner Schwester sowie die Familie Franz Kölling. Im Jahr 1900 gab es im Ort 86 Einwohner, darunter 13 apostolische.
Durch weiteren Zuwachs an Mitgliedern wurde der Bau einer eigenen Kapelle notwendig. Die Gelder dafür spendete der nun schon Gemeindeälteste Franz Kölling. Die eigene Kapelle konnte am 25. September 1910 eingeweiht werden. Die Einweihung nahm Apostel Otto Steinweg vor.

„Aus der Neuapostolischen Rundschau, 30. Oktober 1910:

In Wahlsdorf bei Coswig wurde am 25. September die vom lieben Gemeindeältesten F. Kölling daselbst auf eigene Kosten neuerbaute kleine, aber ungemein ansprechende Kapelle in Benutzung genommen und eingeweiht, wozu sich viele liebe Geschwister aus zum Teil weit entfernt gelegenen Landorten eingefunden hatten.

Der vom Apostel Steinweg geleitete Gottesdienst war durch das aus seinem Sender Jesu genommene Lebensbrot reich gesegnet. Möchten die Glieder der Gemeinde allzeit durch regen Besuch der herrlichen Gottesdienste dem Herrn ihren Dank in Taten bringen, während andererseits der Auferstandene dir dort stehenden Segengefäße mit Leben und Kraft erfüllen wolle, zur Ehre seines Namens und zur Freude der Gotteskinder.“

Die Kapelle wurde 2005 geschlossen und die Gemeindemitglieder nach Coswig eingemeindet, nachdem dort die große Kirche umfassend saniert worden war. Zu jener Zeit hatte das Dorf Wahlsdorf 65 Einwohner, die neuapostolische Gemeinde Wahlsdorf zählte 30 Mitglieder.

## Baustil
Die Wahlsdorfer Kapelle ist neben der neuapostolischen Kirche in Coswig und der neuapostolischen Kirche in Nudersdorf eins von nur drei verbliebenen authentischen Bauzeugnissen aus der Zeit des Jugendstils im Bereich des Ältestenbezirks Dessau. Gleichzeitig orientiert sich die Aufteilung des Kirchenraums dieser drei Gebäude noch ganz offensichtlich an katholisch-apostolischen Vorbildern. Der in Coswig ansässige Bischof Franz Hübner dürfte hier erheblichen Einfluss ausgeübt haben. Aus der Zeit der Jahrhundertwende stehen im ehemaligen Einzugsgebiet des Bischofs noch die neuapostolische Kirche Bernburg, sie gilt als die älteste für die Apostolische Gemeinde gebaute Kirche, die noch heute in Nutzung ist.
Die Wahlsdorfer Kirche verfügt über eine angebaute Rundapsis mit ursprünglich drei Fenstern, die wie in Coswig (und vielen katholisch-apostolischen Kirchen) die Dreieinigkeit symbolisiert. Das liturgisch südlichste der Fenster wurde offenbar später zugemauert, als ein kleiner Raum als Sakristei angebaut wurde. Der Rundbogen ist mit Ornamenten verziert, ein Spruchband ist aber derzeit nicht zu erkennen.
Das Eingangsportal ist neuromanisch gestaltet, die Giebel weisen Pilaster und ein Rundbogenfries auf. Ferner sind die Hauptfenster zweibahnig mit farbiger Bleiverglasung und gotisierendem Maßwerk versehen. Seit 2008 gilt das Gebäude als Baudenkmal.
Das Kirchengebäude steht zentral in Wahlsdorf, direkt an der Dorfstraße am Dorfplatz. Die Kirche war bis zur Schließung die einzige aktiv betriebene Kirche des Ortes.

## Aktuelle Situation

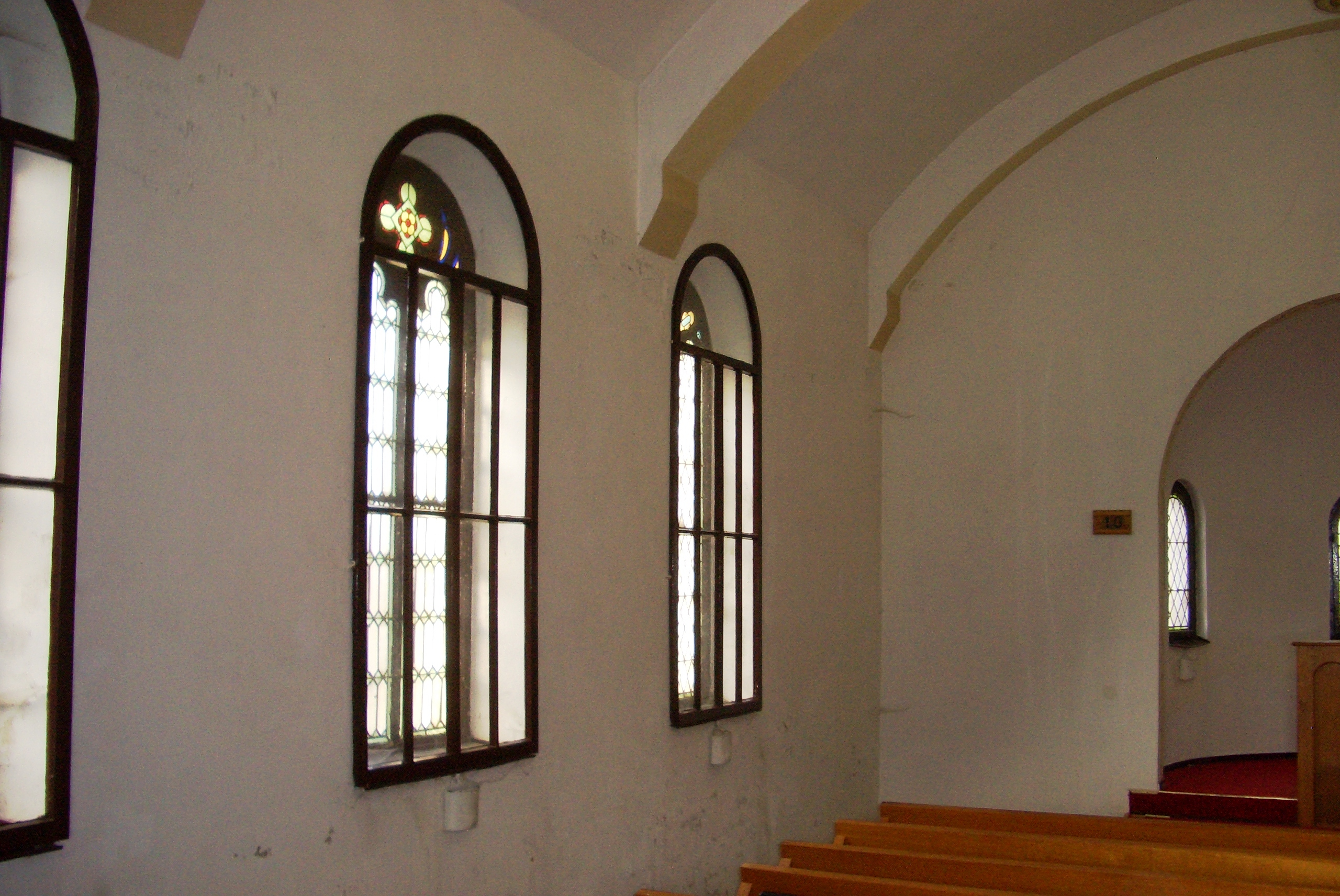
Kapelle Wahlsdorf, Innenansicht 2008

Die ehemalige Neuapostolische Kirche Wahlsdorf steht seit wenigen Jahren unter Denkmalschutz. Der Gesamtzustand ist aber aufgrund der fehlenden Heizung, einer Beschädigung am Schornstein und feuchten Wänden sehr schlecht. Der Gemeindevorsteher aus Coswig (Anhalt), Gerald Müller, warb Anfang 2012 in der Zeitung und im Regionalfernsehen für einen Käufer. Die Berichte zeigten den schlechten Zustand des historischen Gebäudes.
Im Jahr 2019 wurde die Kirche an eine private Eigentümerin verkauft, die mit denkmalrechtlicher Genehmigung erste Sicherungsarbeiten an der Bausubstanz sowie Maßnahmen zur Nutzbarkeit als Wohngebäude plant.

### Rettung durch privaten Förderverein
Eine im Jahr 2012 geplante Rettung des Gebäudes durch einen privaten Förderverein scheiterte.